# Antiphonus circulus
Antiphonus circulus är en mångfotingart som beskrevs av Carl Graf Attems 1928. Antiphonus circulus ingår i släktet Antiphonus och familjen Gomphodesmidae. Inga underarter finns listade i Catalogue of Life.